# Widevine
Google Widevine ist eine proprietäre Technologie zur digitalen Rechteverwaltung (DRM) von Google, welche von den Webbrowsern Google Chrome und Mozilla Firefox, einigen Derivaten dieser Browser sowie Google Android MediaDRM, Android TV und anderen Geräten der Unterhaltungselektronik verwendet wird. Sie unterstützt verschiedene Schemata zur Verschlüsselung und Hardware-Sicherung, um den Zugriff auf verteilte Videodaten durch Endverbraucher nach den Regeln von Content-Eigentümern zu beschränken. In der Hauptsache bietet Widevine ein Content Decryption Module (CDM) als einen Client für Google Chrome und andere Browser und Geräte an. Von Inhalteanbietern kann Widevine kostenlos verwendet werden, da der Hersteller keine Lizenzgebühren für die Integration erhebt, auch nicht für die Integration in Geräten.

## Sicherheitsniveaus
Die drei Sicherheitsniveaus von Widevine sind:
- L1 – keine Beschränkung auf die Auflösung oder HDR; höchste Stufe des Schutzes. Sowohl Kryptografie als auch Medienverarbeitung finden in einer vertrauenswürdigen Ausführungsumgebung (TEE) statt.
- L2 – (typischerweise) 540p Auflösungsbegrenzung. Nur die kryptografischen Operationen werden in einer TEE ausgeführt, die Medienverarbeitung nicht.
- L3 – (typischerweise) 480p Auflösungsbegrenzung. Nur softwarebasiertes DRM ohne Hardwarebeschränkung.

## Verwendung
Widevine DRM wird mit Chromium-basierten proprietären Webbrowsern und auf Android benutzt. Es verwendet dynamisches adaptives Streaming über HTTP und HTTP Live Streaming. Widevine gehört zu den DRM-Systemen, die in einem Browser von den Encrypted Media Extensions und den Media Source Extensions Gebrauch machen. Über dreißig Chipsets, sechs größere Desktop- und mobile Betriebssysteme, sowie Google-Produkte wie Chromecast und Android TV verwenden Widevine.
Konzerne wie Amazon Prime Video, BBC, Hulu, Netflix, Spotify und Disney+ verwenden Widevine DRM, um die Verteilung ihrer Inhalte zu verwalten.
Ebenfalls wird es von Mozilla Firefox seit seiner Version 47 im Jahr 2016 verwendet, und unter Microsoft Windows standardmäßig aktiviert. Unter Linux-Systemen wird dem Benutzer die Aktivierung von Widevine im Browser angeboten; dort kann er sie auch abstellen und deinstallieren. Vor der Einführung von Widevine verwendete Mozilla das Produkt Primetime DRM von Adobe für einige Versionen. Vor der Markteinführung der dafür notwendigen Hardwarevoraussetzungen in jeden multimediafähigen Computer wurden vor allem softwarebasierte DRM-Lösungen auf der Basis von proprietären Browser-Plug-ins wie Microsoft Silverlight oder Adobe Flash verwendet.

## Software

### Quelloffene Projekte
- Shaka Player – von Google entwickelter, quelloffener HTML5 web-basierte Abspielsoftware, verfügbar auf GitHub.[14]
- Shaka Packager – von Google entwickelte, quelloffene Content Packaging-Lösung, verfügbar auf GitHub. Der Paketierer unterstützt MPEG-DASH und HLS für Video on demand oder linearen Inhalt.[15]
- Shaka Streamer – von Google entwickeltes, einfaches, konfigurationsbasiertes Werkzeug zur Vorbereitung von Streaming-Medieninhalten.[16]
- Electron Framework – Widevine arbeitete mit castLabs zusammen, um den Widevine Client in das Framework zur Nutzung in Desktopanwendungen zu integrieren.[17] Zur Verwendung und Verbreitung muss eine Lizenzvereinbarung mit Google eingegangen werden.[18]
- Kodi – ab Version 18 stellt der InputStream Helper eine automatische Installation von Widevine zum Abspielen DRM-geschützter Inhalte zur Verfügung.[19]

## Kritik
Der Entwickler eines quelloffenen Browsers auf Basis des Electron-Frameworks zur synchronisierten Betrachtung von Medieninhalten hatte eine Lizenz für die Nutzung von Widevine bei Google beantragt und bekam keine Antwort, was ihn daran hinderte, DRM in seinem Browser zu unterstützen. Später bekam er die Antwort:

“I’m sorry but we’re not supporting an open source solution like this”

„Es tut mir leid, aber wir unterstützen keine quelloffene Lösung wie diese“

Das Gleiche passierte anderen Electron-basierten Projekten.
Entwickler des mit Google Chrome konkurrierenden, auf Chromium basierenden Browsers Brave hatten ebenfalls Probleme bei ihrer Integration des Widevine-Clients, als Netflix die Zuverlässigkeit des Browsers nicht authentifizieren konnte.
Die für den Betrieb von DRM-Lösungen wie Widevine in die Browser integrierten Encrypted Media Extensions standen bei ihrer Standardisierung durch das W3C heftig in der Kritik seiner Mitglieder. Ein Argument war unter anderem, dass proprietäre Schnittstellen für quelloffene Browser von ihren Inhabern dazu verwendet werden können, quelloffene Lösungen zu blockieren, wie es später bei den Entwicklern von Konkurrenzprodukten zu Google Chrome auch eingetreten ist. Nachdem die Abstimmung über eine Standardisierung erst nach drei Anläufen unter starkem Gegendruck positiv ausging, ist die Electronic Frontier Foundation aus dem W3C ausgetreten.

## Geschichte
Widevine war ein Anbieter für Lösungen der digitalen Rechteverwaltung. Eine seiner früheren Technologien beinhaltete eine Softwarelösung, welche die für die Verschlüsselung damals verwendeten Smart Cards ersetzte, was die Kosten und die logistischen Aufwände für die Verteilung solcher Karten eliminierte und die Möglichkeit der Verarbeitung höher entwickelter Rechte ermöglichte. Wegen dieser Entwicklung wurde es von Google im Jahr 2010 aufgekauft.